# Herminia latelineata
Herminia latelineata là một loài bướm đêm trong họ Noctuidae.